# Sturnidoecus carpodaci
Sturnidoecus carpodaci är en insektsart som först beskrevs av Balát 1981.  Sturnidoecus carpodaci ingår i släktet starborstlöss, och familjen fjäderlöss. Arten är reproducerande i Sverige.